# Андрущенко Анатолій Миколайович
Анатолій Миколайович Андрущенко (нар. 5 вересня 1947, Ромни, Сумська область) — український скульптор, графік. Роботи зберігаються в музеях Алмати, Москви, Ташкенту, Астани, Львову.

## Життєпис
Анатолій Миколайович Андрущенко народився у місті Ромни Сумської області 5 вересня 1947 року. 1967 року закінчив Художнє училище у місті Алмати та вступив до Московського державного художнього інституту ім. В. І. Сурикова на факультет скульптури, який закінчив 1973 року. У 1973—1974 роках проходив строкову службу в радянській армії на посаді рядового складу ЗАБВО. Працював викладачем в Алматинському педагогічному інституті. З 1975 року постійний учасник Республіканських та Всесоюзних художніх виставок. З 1978 року — член Спілки художників СРСР. Автор монументальних пам'ятників в містах Шимкент, Алмати та селі Акжар Алматинської області.
1986 року Анатолій Миколайович подарував колекцію своїх скульптурних робіт Роменському краєзнавчому музею. Серед них: «Жіночій торс», шамот (1984); «Гуцул», бронза (1971); «Портрет Жанни», шамот (1985). 
З 1992 року проживає в селі Миклашів Львівської області.
Основні теми творчих робіт: Спорт: «Спортпосол миру», портрет чемпіона В.Солдатенка (спортивна ходьба, бокс), «Переможець» (1972—1973 — Дипломна робота), «Олімпійський вогонь» (1968) та інше. «Прапори миру, маски миру — квіти планети». «Третій Рим», «Алегорична тематика», «Русь язичницька».